# 능포초등학교
능포초등학교는 대한민국 경상남도 거제시에 있는 초등학교다.

## 연혁
- 1986. 03. 01 능포초등학교 설립인가
- 1998. 03. 01 병설유치원 설립인가
- 2006. 12. 31 경상남도교육청지정 평생교육 지역중심학교 운영
- 2011. 03. 01 특수반 신설
- 2012. 03. 01 경상남도교육청지정 교과창의적 체험활동 시범학교 운영
- 2012. 11. 13 경상남도교육청지정 연구학교 보고회 개최
- 2013. 03. 01 경상남도교육청지정 다문화 가정 자녀 교육 지역중심학교 운영
- 2014. 09. 01 제13대 허운영 교장선생님 부임
- 2015. 02. 17 제26회 24명 졸업(누계 1,476명)
- 2015. 03. 01 8학급 편성(특수반 1), 유치원 2학급